# エアロジェット

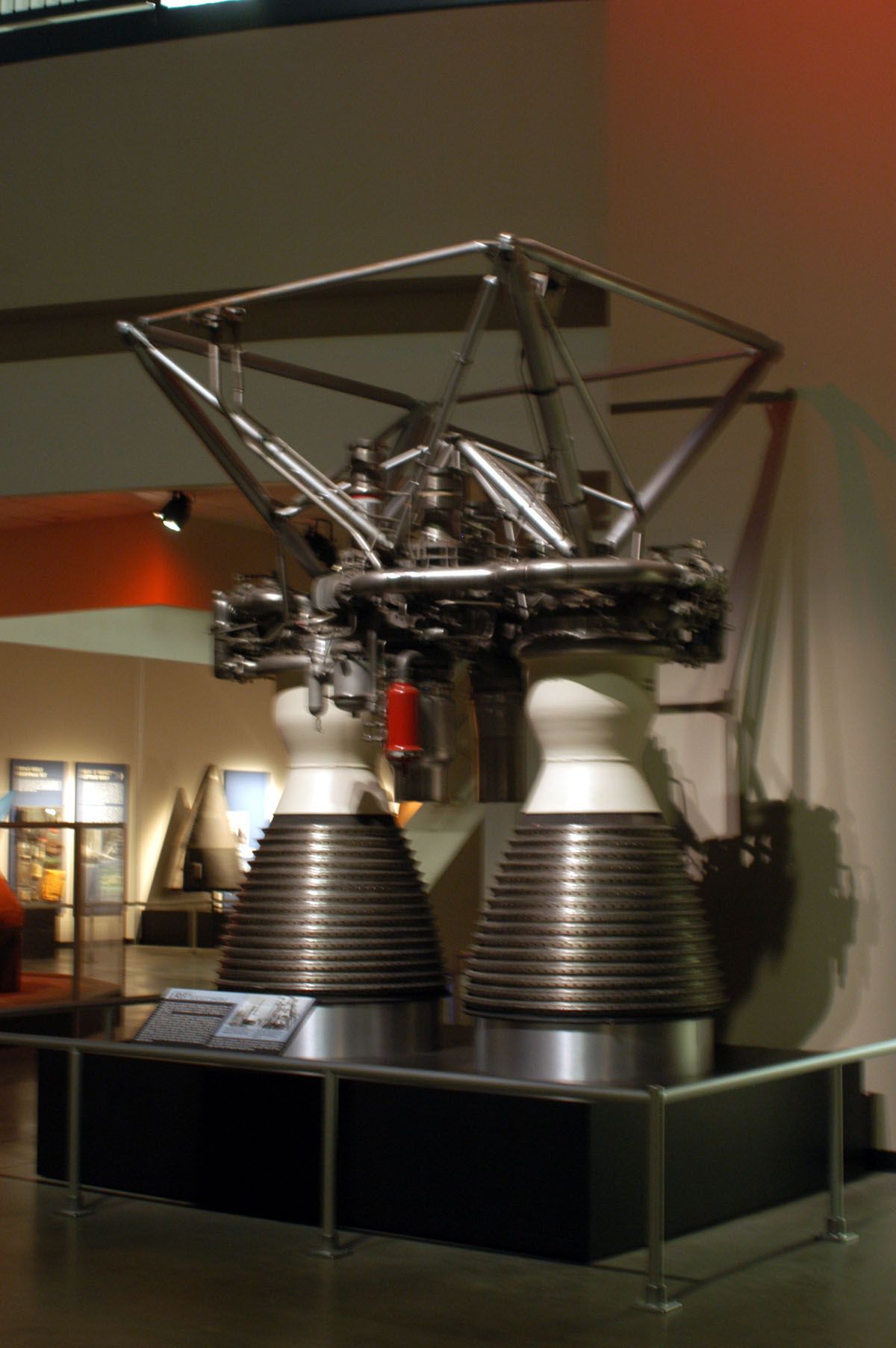
LR87ロケット・エンジン。タイタン II に用いられた。（国立アメリカ空軍博物館所蔵）

エアロジェット（Aerojet）は、カリフォルニア州サクラメントに本社を置く大手ロケット・ミサイル推進機器メーカーである、主要拠点がワシントン州レドモンド、バージニア州オレンジ、バージニア州ゲインズビル、アーカンソー州キャムデンにある。同社は、固体燃料ロケット・エンジンと液体燃料ロケット・エンジンの両方を提供するアメリカ唯一の推進機器メーカーである。NASAの機体、弾道ミサイルで使用されるメイン・エンジンから、宇宙機の軌道保持推進装置まで、同社の製品は多岐にわたる。同社の推進機器は、EELVアトラスVの外部取付け式ロケット・ブースター規模の大型ロケット・エンジンをも含む。エアロジェットは、アメリカ陸軍のほぼすべての戦術ミサイルのロケット・モーターを提供し、広範囲にわたるラムジェット及びスクラムジェット・エンジンを開発・製造している。また、帯電イオンとホール効果反動推進エンジン分野も研究している。エアロジェットは、アメリカでロケット・エンジン専業の3社のうちの1社であり、すなわちロケットダイン（液体燃料ロケット・エンジン）とATK（固体燃料ロケット・エンジン）のライバル企業であった。
2013年6月にはライバル企業であったロケットダイン社がGenCorp Inc.に買収され、既にGenCorp Inc.の傘下にあったエアロジェット社と統合されてエアロジェット・ロケットダイン (Aerojet Rocketydyne)社となった。

## 歴史

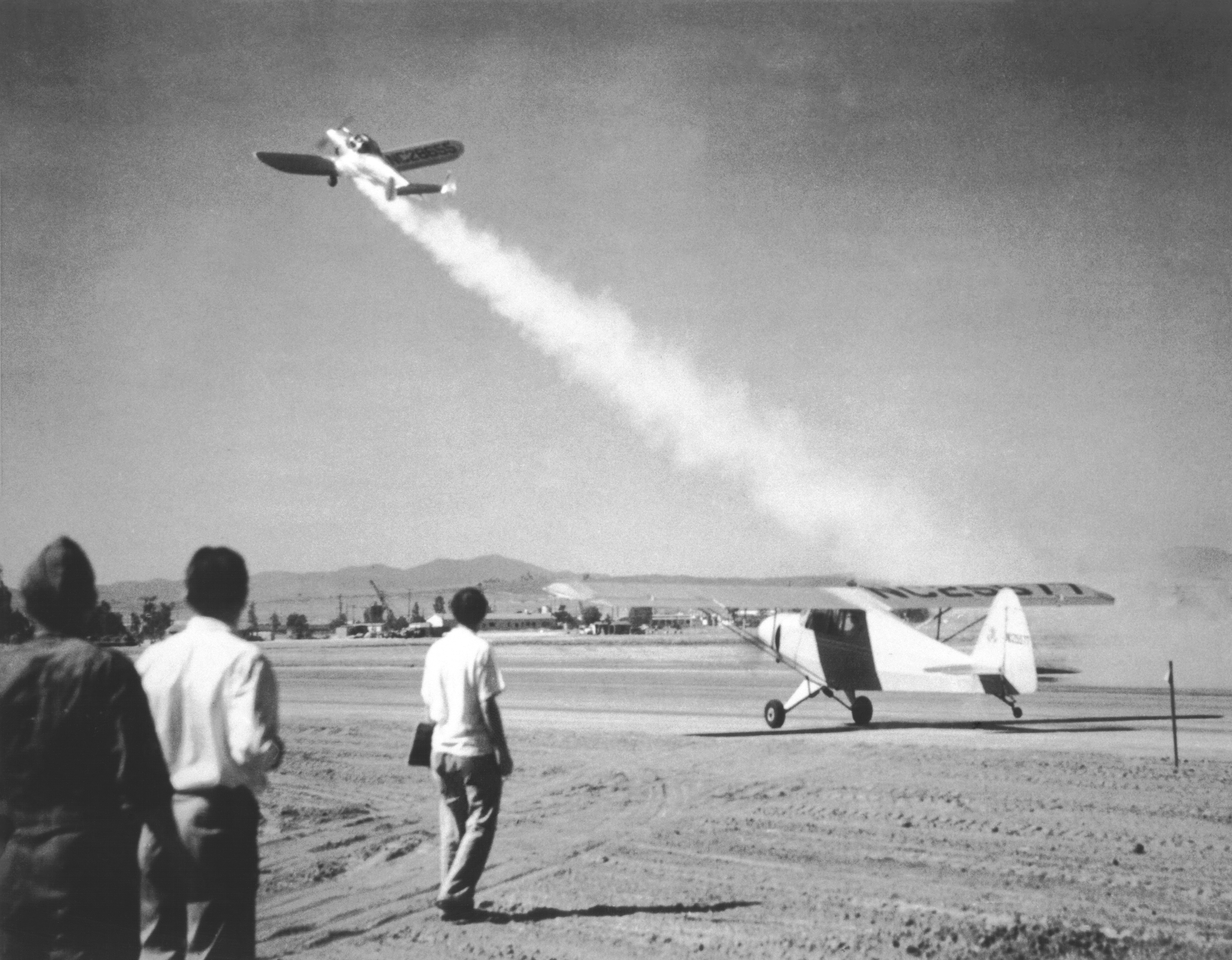
GALCITによるJATOの試験。1941年8月16日。

エアロジェットは、セオドア・フォン・カルマンの主催で彼の自宅で開催された1936年の会合から発展した。当時カリフォルニア工科大学のグッゲンハイム航空研究所 (GALCIT) の責任者であったフォン・カルマンに加え、他のカリフォルニア工科大教授達と学生だけでなく、独学のロケット工学専門家ジャック・パーソンズ とエド・フォーマンも出席しており、彼ら全員が宇宙飛行の話題に興味があった。グループは繰り返し会合を持ったが、実験主義とは対照的に基本的に議論に限られていた。しかし1938年、アメリカ陸軍が2つの研究プロジェクトを依頼したことで変化が生じた。1つは航空機の風防の氷結防止装置、もう1つは今日JATOとして知られている航空機を加速して離陸距離を短くするためのロケット・エンジンであった。マサチューセッツ工科大学 (MIT) のジェローム・ハンセーカー博士はロケット研究が「バック・ロジャーズ」（1928年初出のアメリカの古いSF漫画）のようなプロジェクトであると感じたため前者を選択し、残りのロケット研究がカリフォルニア工科大チームにまわってきた。
彼らの最初の設計による飛行機の底面に取り付けられた小さな円筒形の固体燃料モーターは、1941年8月16日にテストされた。その結果、離陸距離は半分に短縮され、アメリカ陸軍航空隊は実験的に生産発注した。1942年3月19日に、エアロジェット・エンジニアリング社がカリフォルニア州アズサに公式設立された。同社の創設者として、フランク・マリナ、フォン・カルマン、パーソンズ、フォーマン、アポロ・スミス、マーティン・サマーフィールド、アンドリュー・ハーレイが名を連ねた。アメリカ陸軍航空隊は1943年についに正式な注文を出し、2,000個を年内に納めるよう要求した。同社は純粋なロケット研究にも投資し、液体燃料設計と、ジェネラル・タイヤと協力してゴム結合剤に基づいた新しい固形燃料設計の両方の開発を行った。第二次世界大戦が終わるとまもなく、エアロジェットは急速に縮小したが、同社のJATOユニットは、高温高空で運用されている商用航空機市場で販売が続けられた。

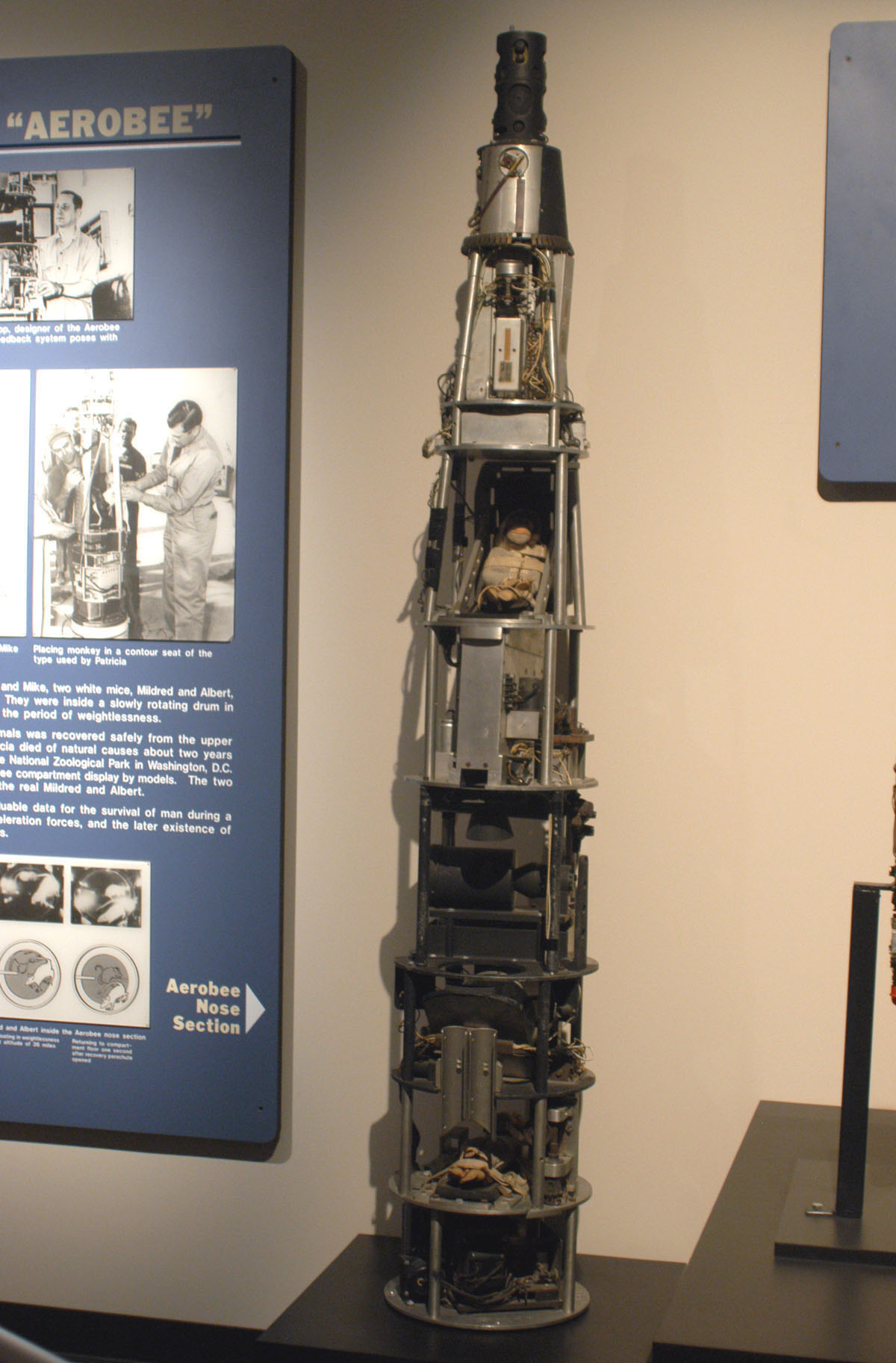
エアロジェットの初期の製品であるエアロビーの先端部分。（国立アメリカ空軍博物館所蔵）

1950年までに、ゴム結合剤による固体燃料ロケットの研究は、より大型のエンジンに、さらにエアロビー気象観測用ロケットの開発につながった。エアロビーは地球軌道ではあるが宇宙に到達するためにアメリカで設計された最初のロケットであり、1985年に引退するまでに、1,000基以上が打ち上げられた。アメリカ陸軍航空隊の後に新設されたアメリカ空軍は、タイタンやミニットマン・ミサイルなどの大陸間弾道ミサイル・プロジェクトに関する主要な供給元として、エアロジェットを採用した。アメリカ海軍の潜水艦発射型ポラリス・ミサイルのためにも推進装置システムを納入した。最初のアズサ事業所が主として研究に専念する一方、サクラメントで新しい工場が大部分のロケット製造事業を引き継いで建設された。アズサの主要なプロジェクトのうちの1つはDSP衛星で宇宙からICBMの発射を見つけるのに用いられる赤外線検出器の開発であった。新しい研究組織はエアロジェット・エレクトロニクスとして独立する一方、いくつかの兵器会社を買収した後、同様にエアロジェット・オーディナンスが設立された。新しい上部機構エアロジェット・ジェネラルは、3つの主要な部門を監督した。
1960年代末までに人類を月に送るというケネディ大統領の挑戦は、エアロジェットの民間事業の拡大につながった。過去には、1950年代後期に設計されたサターンとノヴァ・ブースター用の大型エンジンの契約をライバルのロケットダインに奪われ、ことごとく失注したが、最後にはアポロ司令船モジュールのメイン・エンジンのメーカーに選定された。1962年に、同社はサターンの第2段で使われた5基のJ-2を用いたクラスター・エンジンを、アポロ以後の世代用に換装するための新型上段エンジンの設計にも指名されたが、その成果としてできあがるはずだったM-1の設計作業は巨大な宇宙計画に対する市民の支持が弱まっていることが明らかになったとき、1965年に終わりを迎えた。
1960年代はベトナム戦争のために増加する要求によって再び軍需に転じ、様々な兵器の供給元となり、エアロジェットは1950年代後期に軍事事業を部門分けした。そうした仕事は1970年代にも続き、MXミサイル用第2段ロケット・モーター、スペースシャトル用反動推進エンジン・システム及びアメリカで初めて設計されたクラスター爆弾を納入した。A-10 サンダーボルト II 用の30 mm弾の契約は、1978年に新しい分工場がダウニーとチーノーに建てられたほど大きな受注だった。エアロジェットはこの時期に他のいくつかの会社を買収し、ジョーンズボロの工場でTNは劣化ウラン兵器の開発を行った。今日に至るも、同社はこうした兵器の主要な供給元である。同社の電子機器部門と兵器部門は、SADARM 8対装甲砲弾の開発にも関わったが、これは生産には至らなかった。
1980年代、レーガン大統領の戦略防衛構想 (SDI) プログラムの絶頂期に航空宇宙ビジネスは一時的に復活を見たが、同社は1980年代後期から1990年代にかけて、縮小し続けた。

## 環境汚染問題
エアロジェットの製造、試験及び廃棄によってランチョコードヴァ地域の土壌と地下水の汚染を招き、スーパーファンド (Superfund site) の指定に至った。1979年にエアロジェットの製造拠点近くの飲料水用の井戸でトリクロロエチレン (TCE) とクロロホルムのような溶媒、及びN-ニトロソジメチルアミン (NDMA) と過塩素酸塩のようなロケット燃料の生産過程で出る副産物が検出された。それ以来、2つの州立部局とアメリカ合衆国環境保護庁 (EPA) は、同社がサイトでその活動に起因する汚染を確実に浄化するために、エアロジェットとともに活動し続けている。州及び連邦施行令の下で、エアロジェットは汚染された地下水を汲み出し、処理するためのシステムをその敷地の境界に設置した。エアロジェットは現場の土壌、液体とヘドロの除去作業も実行したが、2003年の地下水のサンプルデータは、北西のカーマイケルの地下まで汚染が広がっていることを示した。

## 現在
エアロジェットの規模は縮小し、同社の工業プラントの多くは非稼動状態になったため、同社はそれらを資本化する方法を模索した。固体燃料ロケットの製造に用いられた化学合成設備への彼らの大型投資は、エアロジェット・ファイン・ケミカルズ (Aerojet Fine Chemicals) の名の下で第三者（特に製薬会社）に貸与され、当該部門は後に売却された。不動産部門であるエアロジェット・リアル・エステート (Aerojet Real Estate) はより直接的に、建物を賃貸するか、未開発の土地を売却していた。同社はサクラメント中心部から東に24 km（15 mi）に位置するおよそ51 km2 (12,600 ac) の土地を所有している。
エアロジェットの残りの研究開発部門は現在、航空防衛部門 (Aerospace and Defense division、ADS) として組織されている。この部門は、ミサイル防衛に必要な戦略ミサイル及び戦術ミサイル、精密攻撃ミサイルと迎撃システム用に液体ロケット・エンジン、固体ロケット・エンジン及び空気吸入エンジンを開発し、生産を続けている。防衛システム用の製品群は、戦略ミサイル及び戦術ミサイルのロケット・モーター、動的推進力システム、姿勢制御システム及び精度誘導兵器システムとミサイル防衛において使われる弾頭アセンブリだけでなく、F-22 ラプター戦闘機及び軍用機と商用機の火力抑制システムで必要となる機体構造まで含まれる。宇宙関連製品では、使い捨て、あるいは再使用可能な打ち上げロケット用液体ロケット・エンジン、上段エンジン、人工衛星推進装置、大型固体ロケットブースタ及び統合推進サブシステムが含まれる。
ごく最近、エアロジェットは、世界で最も強力な飛行に適したホール効果反動推進エンジン・システムである4.5 kWの電気推進システムを最適化することに成功した。当該システムは手始めに、大型、高出力の通信衛星で使用される予定である。軌道上で宇宙機の効率を改善するために注目が集まっている電気推進力システムは、現在様々な商用及び政府計画の飛行を確実なものとしている。エアロジェットは、 空軍プログラム次世代のAdvanced Extremely High Frequency（AEHF）システム用の新しい反動推進エンジン・システムの最初の2セットを提供するためにロッキード・マーチンと契約している。
エアロジェットは現在、以前ジェネラル・タイヤ・アンド・ラバー社 (General Tire & Rubber Company) として知られていた企業の傘下にあり、同社は1984年にジェンコープ (GenCorp) に社名を変更した。ジェンコープは、カリフォルニア州ランチョコードヴァに本部を置く。